# Малоу
Малоу (на английски: Mallow; на ирландски: Mala и Magh Ealla) е град в южна Ирландия, графство Корк на провинция Мънстър. Разположен е около река Блакуотър. Шосеен транспортен възел. Има жп гара от 17 март 1849 г. Населението му е 7864 жители от преброяването през 2006 г. 

## Побратимени градове
- Тинли Парк, САЩ
- Трегие, Франция